# Fußball-Club Gelsenkirchen-Schalke 04 1963-1964
Questa voce raccoglie le informazioni riguardanti il Fußball-Club Gelsenkirchen-Schalke 04 nelle competizioni ufficiali della stagione 1963-1964.

## Stagione
Nella stagione 1963-1964 lo Schalke, allenato da Georg Gawliczek e Fritz Langner, concluse il campionato di Bundesliga all'8º posto. In Coppa di Germania lo Schalke fu eliminato ai quarti di finale dall'Eintracht Francoforte.

## Rosa
| N. |                     | Ruolo | Calciatore          |
| -- | ------------------- | ----- | ------------------- |
|    | Germania (bandiera) | P     | Josef Broden        |
|    | Germania (bandiera) | P     | Horst Mühlmann      |
|    | Germania (bandiera) | D     | Hans-Jürgen Becher  |
|    | Germania (bandiera) | D     | Uwe Kleina          |
|    | Germania (bandiera) | D     | Hans Nowak          |
|    | Germania (bandiera) | D     | Friedel Rausch      |
|    | Germania (bandiera) | D     | Willi Schulz        |
|    | Germania (bandiera) | C     | Karl-Heinz Bechmann |
|    | Germania (bandiera) | C     | Manfred Berz        |
|    | Germania (bandiera) | C     | Günter Herrmann     |

| N. |                     | Ruolo | Calciatore         |
| -- | ------------------- | ----- | ------------------ |
|    | Germania (bandiera) | C     | Egon Horst         |
|    | Germania (bandiera) | C     | Günter Karnhof     |
|    | Germania (bandiera) | A     | Waldemar Gerhardt  |
|    | Germania (bandiera) | A     | Harald Klose       |
|    | Germania (bandiera) | A     | Willi Koslowski    |
|    | Germania (bandiera) | A     | Manfred Kreuz      |
|    | Germania (bandiera) | A     | Hans-Georg Lambert |
|    | Germania (bandiera) | A     | Stan Libuda        |
|    | Germania (bandiera) | A     | Klaus Matischak    |

## Organigramma societario
Area tecnica
- Allenatore: Fritz Langner
- Allenatore in seconda:
- Preparatore dei portieri:
- Preparatori atletici:

## Calciomercato

### Sessione estiva
| Acquisti | Acquisti        | Acquisti         | Acquisti |
| R.       | Nome            | da               | Modalità |
| -------- | --------------- | ---------------- | -------- |
| C        | Günter Herrmann | Karlsruhe        |          |
| D        | Uwe Kleina      | Schalke 04 U19   |          |
| A        | Harald Klose    | Schalke 04 U19   |          |
| A        | Klaus Matischak | Viktoria Colonia |          |

| Cessioni | Cessioni        | Cessioni        | Cessioni |
| R.       | Nome            | a               | Modalità |
| -------- | --------------- | --------------- | -------- |
| A        | Werner Ipta     | Bayern Monaco   |          |
| A        | Willi Kraus     | Go Ahead Eagles |          |
| D        | Egon Rama       | Schalke 04 II   |          |
| A        | Walter Rodekamp | Hannover 96     |          |
| P        | Klaus Schonz    | VfR Neuss       |          |
| A        | Günter Siebert  | CSC 03 Kassel   |          |

## Risultati

### Bundesliga

#### Girone di andata
| Arbitro: | Schulenburg |

|                            |           |  |
| Koslowski 37’ Gerhardt 42’ | Marcatori |  |

| Arbitro: | Riegg |

|                                 |           |                           |
| Schulz 28’ (aut.) Reitgassl 87’ | Marcatori | 4’, 69’ Berz 58’ Herrmann |

| Arbitro: | Fritz |

|                                          |           |          |
| Berz 44’ Gerhardt 51’ Geisler 55’ (aut.) | Marcatori | 6’ Wosab |

| Arbitro: | Schörnich |

|                     |           |                        |
| Hornig 1’ Sturm 68’ | Marcatori | 5’ Gerhardt 32’ Libuda |

| Arbitro: | Kreitlein |

|              |           |  |
| Herrmann 26’ | Marcatori |  |

| Arbitro: | Handwerker |

|                                       |           |                                     |
| Hosung 21’ Wuttich 26’, 68’ Brase 55’ | Marcatori | 28’ Gerhardt 57’ Koslowski 73’ Berz |

| Arbitro: | Regely |

|                         |           |                       |
| Gerhardt 13’ Libuda 42’ | Marcatori | 38’ Lotz 55’ Versteeg |

| Arbitro: | Ott |

|  |           |                    |
|  | Marcatori | 25’, 64’ Matischak |

| Arbitro: | Tschenscher |

|                    |           |                            |
| Matischak 20’, 54’ | Marcatori | 31’, 87’ Ferner 79’ Schütz |

| Arbitro: | Mathieu |

|                                                   |           |                      |
| Kreß 45’ Solz 55’ Trimhold 58’ Huberts 73’ (rig.) | Marcatori | 7’ Berz 74’ Herrmann |

| Arbitro: | Sparing |

|               |           |  |
| Matischak 52’ | Marcatori |  |

| Arbitro: | Schulenburg |

|                   |           |                             |
| Kiß 29’ Lulka 59’ | Marcatori | 58’ Matischak 67’ Koslowski |

| Arbitro: | Lutz |

|                          |           |                  |
| Libuda 17’ Matischak 28’ | Marcatori | 83’ Brunnenmeier |

| Arbitro: | Fritz |

|          |           |              |
| Wild 80’ | Marcatori | 70’ Herrmann |

| Arbitro: | Kreitlein |

|                                  |           |                |
| Matischak 48’, 55’, 56’ Berz 74’ | Marcatori | 84’ Hölzenbein |

#### Girone di ritorno
| Arbitro: | Deuschel |

|                       |           |  |
| Höller 6’ Waldner 70’ | Marcatori |  |

| Arbitro: | Pooch |

|                                 |           |  |
| Matischak 9’, 20’, 86’ Berz 51’ | Marcatori |  |

| Arbitro: | Ott |

|                                 |           |  |
| Emmerich 51’, 89’ Konietzka 64’ | Marcatori |  |

| Arbitro: | Jacobi |

|                            |           |                                    |
| Koslowski 49’ Gerhardt 79’ | Marcatori | 28’ Overath 30’ Müller 73’ Schäfer |

| Arbitro: | Handwerker |

|                                |           |            |
| Wulf 61’ Seeler 73’ Dörfel 80’ | Marcatori | 81’ Libuda |

| Arbitro: | Riegg |

|                            |           |  |
| Matischak 22’ Gerhardt 53’ | Marcatori |  |

| Arbitro: | Zimmermann |

|                                 |           |  |
| Krämer 8’ Rahn 18’ Versteeg 57’ | Marcatori |  |

| Arbitro: | Mathieu |

|                                      |           |            |
| Matischak 25’, 70’, 87’ Gerhardt 42’ | Marcatori | 38’ Müller |

| Arbitro: | Tschenscher |

|               |           |  |
| Zebrowski 28’ | Marcatori |  |

| Arbitro: | Ott |

|             |           |                         |
| Karnhof 89’ | Marcatori | 48’ Schämer 81’ Huberts |

| Arbitro: | Fritz |

|          |           |  |
| Rühl 41’ | Marcatori |  |

| Arbitro: | Jacobi |

|              |           |                      |
| Gerhardt 52’ | Marcatori | 30’ Lulka 62’ Rummel |

| Arbitro: | Zimmermann |

|                                                                  |           |          |
| Luttrop 10’, 79’ Kraus 41’ Grosser 44’ Heiß 53’ Kohlars 56’, 76’ | Marcatori | 38’ Berz |

| Arbitro: | Spinnler |

|                          |           |               |
| Rausch 73’ Koslowski 78’ | Marcatori | 21’ Kentschke |

| Arbitro: | Betz |

|          |           |               |
| Meng 45’ | Marcatori | 80’ Matischak |

### Coppa di Germania
| Arbitro: | Tremmel |

|  |           |                        |
|  | Marcatori | 63’ Berz 81’ Matischak |

| Arbitro: | Heumann |

|           |           |                    |
| Amann 67’ | Marcatori | 17’, 46’ Matischak |

| Arbitro: | Regely |

|                  |           |              |
| Huberts 44’, 78’ | Marcatori | 77’ Gerhardt |

## Statistiche

### Statistiche di squadra
| Competizione      | Punti | In casa | In casa | In casa | In casa | In casa | In casa | In trasferta | In trasferta | In trasferta | In trasferta | In trasferta | In trasferta | Totale | Totale | Totale | Totale | Totale | Totale | DR |
| Competizione      | Punti | G       | V       | N       | P       | Gf      | Gs      | G            | V            | N            | P            | Gf           | Gs           | G      | V      | N      | P      | Gf     | Gs     | DR |
| ----------------- | ----- | ------- | ------- | ------- | ------- | ------- | ------- | ------------ | ------------ | ------------ | ------------ | ------------ | ------------ | ------ | ------ | ------ | ------ | ------ | ------ | -- |
| Bundesliga        | 29    | 15      | 10      | 1       | 4       | 33      | 17      | 15           | 2            | 4            | 9            | 18           | 36           | 30     | 12     | 5      | 13     | 51     | 53     | -2 |
| Coppa di Germania | -     | 0       | 0       | 0       | 0       | 0       | 0       | 3            | 2            | 0            | 1            | 5            | 3            | 3      | 2      | 0      | 1      | 5      | 3      | +2 |
| Totale            | 29    | 15      | 10      | 1       | 4       | 33      | 17      | 18           | 4            | 4            | 10           | 23           | 39           | 33     | 14     | 5      | 14     | 56     | 56     | 0  |

### Andamento in campionato
| Giornata  | 1 | 2 | 3 | 4 | 5 | 6 | 7 | 8 | 9 | 10 | 11 | 12 | 13 | 14 | 15 | 16 | 17 | 18 | 19 | 20 | 21 | 22 | 23 | 24 | 25 | 26 | 27 | 28 | 29 | 30 |
| --------- | - | - | - | - | - | - | - | - | - | -- | -- | -- | -- | -- | -- | -- | -- | -- | -- | -- | -- | -- | -- | -- | -- | -- | -- | -- | -- | -- |
| Luogo     | C | T | C | T | C | T | C | T | C | T  | C  | T  | C  | T  | C  | T  | C  | T  | C  | T  | C  | T  | C  | T  | C  | T  | C  | T  | C  | T  |
| Risultato | V | V | V | N | V | P | N | V | P | P  | V  | N  | V  | N  | V  | P  | V  | P  | P  | P  | V  | P  | V  | P  | P  | P  | P  | P  | V  | N  |
| Posizione | 1 | 2 | 2 | 3 | 2 | 3 | 2 | 2 | 3 | 6  | 4  | 4  | 3  | 3  | 2  | 4  | 3  | 4  | 4  | 6  | 6  | 6  | 6  | 7  | 8  | 8  | 8  | 8  | 8  | 8  |

Legenda:

Luogo: C = Casa; T = Trasferta. Risultato: V = Vittoria; N = Pareggio; P = Sconfitta.

### Statistiche dei giocatori
| Giocatore    | Bundesliga | Bundesliga | Bundesliga  | Bundesliga | Coppa di Germania | Coppa di Germania | Coppa di Germania | Coppa di Germania | Totale   | Totale | Totale      | Totale     |
| Giocatore    | Presenze   | Reti       | Ammonizioni | Espulsioni | Presenze          | Reti              | Ammonizioni       | Espulsioni        | Presenze | Reti   | Ammonizioni | Espulsioni |
| ------------ | ---------- | ---------- | ----------- | ---------- | ----------------- | ----------------- | ----------------- | ----------------- | -------- | ------ | ----------- | ---------- |
| H. Becher    | 29         | 0          | 0           | 0          | 3                 | 0                 | 0                 | 0                 | 32       | 0      | 0           | 0          |
| K. Bechmann  | 10         | 0          | 0           | 0          | 1                 | 0                 | 0                 | 0                 | 11       | 0      | 0           | 0          |
| M. Berz      | 24         | 8          | 0           | 0          | 3                 | 1                 | 0                 | 0                 | 27       | 9      | 0           | 0          |
| J. Broden    | 4          | 0          | 0           | 0          | 0                 | 0                 | 0                 | 0                 | 4        | 0      | 0           | 0          |
| W. Gerhardt  | 30         | 9          | 0           | 0          | 2                 | 1                 | 0                 | 0                 | 32       | 10     | 0           | 0          |
| G. Herrmann  | 16         | 4          | 0           | 0          | 1                 | 0                 | 0                 | 0                 | 17       | 4      | 0           | 0          |
| E. Horst     | 29         | 0          | 0           | 0          | 3                 | 0                 | 0                 | 0                 | 32       | 0      | 0           | 0          |
| G. Karnhof   | 10         | 1          | 0           | 1          | 0                 | 0                 | 0                 | 0                 | 10       | 1      | 0           | 1          |
| U. Kleina    | 15         | 0          | 0           | 0          | 2                 | 0                 | 0                 | 0                 | 17       | 0      | 0           | 0          |
| H. Klose     | 2          | 0          | 0           | 0          | 0                 | 0                 | 0                 | 0                 | 2        | 0      | 0           | 0          |
| W. Koslowski | 23         | 5          | 0           | 0          | 3                 | 0                 | 0                 | 0                 | 26       | 5      | 0           | 0          |
| M. Kreuz     | 5          | 0          | 0           | 0          | 0                 | 0                 | 0                 | 0                 | 5        | 0      | 0           | 0          |
| H. Lambert   | 1          | 0          | 0           | 0          | 0                 | 0                 | 0                 | 0                 | 1        | 0      | 0           | 0          |
| S. Libuda    | 27         | 4          | 0           | 0          | 2                 | 0                 | 0                 | 0                 | 29       | 4      | 0           | 0          |
| K. Matischak | 22         | 18         | 0           | 0          | 3                 | 3                 | 0                 | 0                 | 25       | 21     | 0           | 0          |
| H. Mühlmann  | 26         | 0          | 0           | 0          | 3                 | 0                 | 0                 | 0                 | 29       | 0      | 0           | 0          |
| H. Nowak     | 22         | 0          | 0           | 0          | 3                 | 0                 | 0                 | 0                 | 25       | 0      | 0           | 0          |
| F. Rausch    | 10         | 1          | 0           | 0          | 3                 | 0                 | 0                 | 0                 | 13       | 1      | 0           | 0          |
| W. Schulz    | 25         | 0          | 0           | 0          | 1                 | 0                 | 0                 | 0                 | 26       | 0      | 0           | 0          |